# Vlaams district
Het Vlaams district is een in Nederland en België gehanteerd floradistrict.
Het gebied, ook wel als Zandig Vlaanderen aangeduid, omvat het pleistoceen deel van de provincies Oost-Vlaanderen en West-Vlaanderen (Zandig Vlaanderen en het zuidwestelijk deel van de provincie Antwerpen. Naast pleistoceen vindt men er de benedenloop van rivieren als Nete, Dijle, Zenne en Dender.
Het Vlaams district is sterk beïnvloed door de mens, zodat van de oorspronkelijke flora weinig is overgebleven.
In Nederland beperkt het Vlaams district zich tot de zuidrand van Zeeuws-Vlaanderen. Ook daar is het nauwelijks te onderscheiden van nabijgelegen pleistocene gebieden, met name het Kempens district.

.